# Шомон ле Боа
Шомон ле Боа (фр. Chaumont-le-Bois) насеље је и општина у источном делу централне Француске у региону Бургоња, у департману Златна обала која припада префектури Монбар.
По подацима из 2011. године у општини је живело 86 становника, а густина насељености је износила 11,41 становника/km². Општина се простире на површини од 7,54 km². Налази се на средњој надморској висини од 212 метара (максималној 356 m, а минималној 216 m).

## Демографија
| 1962. | 1968. | 1975. | 1982. | 1990. | 1999. | 2011. |
| ----- | ----- | ----- | ----- | ----- | ----- | ----- |
| 109   | 118   | 82    | 68    | 74    | 98    | 86    |

График промене броја становника у току последњих година